# Ворьема (губа)
Ворье́ма — губа (фьорд) в Баренцевом море. Находится на выходе в море реки Ворьема. Длина 2 км. Ширина до 600 м. Берег в основном скалистый крутой; в юго-восточной части низменный.
Губа открыта к северу. Вход в губу ограничен мысами Шергарснесет (с запада) и Ворьема (с востока). В южной части близ мыса Финнгаммнесет в губу впадает ручей Стурбеккен.
По губе проходит государственная граница между Россией и Норвегией. Акватория относится к губернии Финнмарк (большая часть) и Мурманской области (меньшая часть). В 1920—1944 годах по губе проходила финско-норвежская граница.
На берегу расположены норвежские населённые пункты Беккланд и Гренсе-Якобсэльв и российский радиотехнический пост «Екатерининская». На западном берегу находится церковь Короля Оскара II.